# HD 117618
Dofida eller HD 117618 är en ensam stjärna belägen i den mellersta delen av stjärnbilden Kentauren. Den har en skenbar magnitud av ca 7,17 och kräver åtminstone en stark handkikare eller ett mindre teleskop för att kunna observeras. Baserat på parallaxmätning inom Hipparcosuppdraget på ca 26,3 mas, beräknas den befinna sig på ett avstånd på ca 124 ljusår (ca 38 parsek) från solen. Den rör sig bort från solen med en heliocentrisk radialhastighet på ca 1,6 km/s.

## Nomenklatur
HD 117618 och dess planet HD 117618 b gavs på förslag av Indonesien, under kampanjen NameExoWorlds år 2019 organiserad av International Astronomical Union, namnen "Dofida", som betyder vår stjärna i Nias-språket, respektive "Noifasui" med betydelsen kretsar runt på Nias-språket (härlett från ordet ifasui, vilket betyder att kretsa runt, och nej, vilket anger att handlingen inträffade i gången tid och fortsatte till nutid).

## Egenskaper
HD 117618 är en solliknande gul stjärna i huvudserien av spektralklass G0 V.  Den har en massa som är ca 10 procent större än solmassan, en radie som är ca 17 procent större än solradien och har ca 1,6 gånger solens utstrålning av energi från dess fotosfär vid en effektiv temperatur av ca 6 000 K.

## Planetsystem
År 2005 meddelade teamet Anglo-Australian Planet Search  upptäckten av en exoplanet med liten massa i omloppsbana kring HD 117618. Objektet hittades genom mätningar av variationer i radialhastighet, som var större än de som kunde orsakas av värdstjärnans inre rörelser. Den bästa keplerianska anpassningen till data gav en periodicitet på 25,8 dygn med en excentricitet på ca 0,37 och en halv storaxel av 0,17 AE. Den nedre gränsen för objektets massa beräknades vara 0,16 MJ. Dess värden fastställdes därefter enligt tabellen nedan.
| Planet | Massa             | Halv storaxel (AE) | Siderisk omloppstid (d) | Excentricitet | Inklination | Radie |
| ------ | ----------------- | ------------------ | ----------------------- | ------------- | ----------- | ----- |
| b      | ≥0,178 ± 0,021 MJ | 0,176 ± 0,010      | 25,827 ± 0,019          | 0,42 ± 0,17   | -           | -     |